# Ruud Brink
Ruud Brink (Haarlem, 9 augustus 1937 – aldaar, 29 juni 1990) was een Nederlands jazztenorsaxofonist en -klarinettist.  

## Loopbaan
Brink behoorde tot de grootste lyrische rietblazers; een revolutionair was hij niet. Zijn leven lang bleef hij trouw aan de Four Brothers-stijl van Zoot Sims, Stan Getz, Herbie Steward en Serge Chaloff. Hij speelde met een ontspannen swing en een soepele toon. In zijn jonge jaren trad hij op met de The Diamonds, het Ted Powder-sextet en het Rob Pronk-Boptet.  
Later werd hij veel gevraagd in platenstudio’s. Hij maakte onder meer een opname met Ben Webster, samen met mede-Haarlemmer en vriend Ray Kaart. Van 1963 tot 1980 speelde hij bij de Skymasters. En los daarvan met Zoot Sims, Thad Jones, Joe Pass, Ray Charles en vele anderen. In 1973 volgde een hoogtepunt met de Edison uitreiking voor de LP Teach me Tonight en een concert samen met zijn grote voorbeeld Zoot Sims in Vollebregts Jazzcafé in Laren. 
Na een ziekteperiode volgde zijn comeback in 1982 in De Meervaart bij het NOS jazzfestival, met het Ruud Brink/Irv Rochlin Quartet. Na het overlijden van Sandy Mosse volgde hij deze op als docent aan het Koninklijk Conservatorium in Den Haag. Dat viel hem echter niet mee, want de jonge generatie had het maar steeds over David Liebman, Bob Berg en Michael Brecker - tenorsaxofonisten die toen mode waren. Brink zelf was er niet erg van onder de indruk.
Dat hij als het ware kon “spreken” op zijn instrument kwam, doordat hij alle teksten kende en die van lettergreep tot lettergreep qua betekenis weergaf, vertaald in muziek. Ruud was een expert in het begeleiden van vocalisten. Hij begeleidde onder anderen Ann Burton, Sanny Day, Elsie Boysen, Ria Joy, Eddie Doorenbos, Tony Bennett, Astrud Gilberto en vele anderen. 
Met Greetje Kauffeld en Peter Nieuwerf vormde hij een bijzonder trio. Zij traden op en repeteerden in "Herberg De Waag" te Haarlem. Daar ontwikkelden zij een vorm van jazzmuziek die het best omgeschreven kan worden als “kamermuziek van de jazz”. Dit trio maakte een LP The song is you. In deze bezetting trokken zij op het North Sea Jazz Festival ongekend veel publiek. 

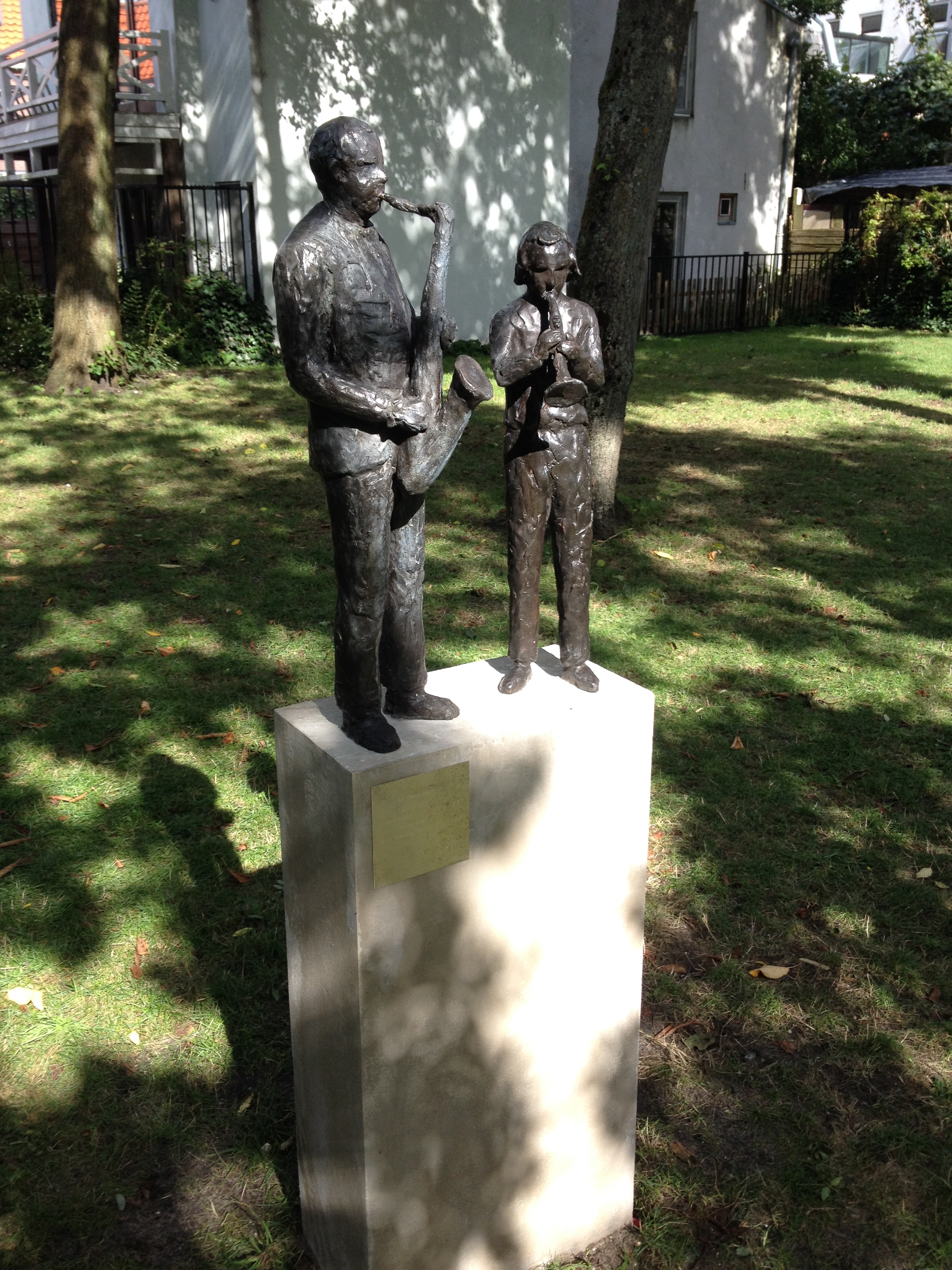
Bronzen beeld Ruud Brink en Ray "Deetje" Kaart in Egelantiertuin, Haarlem

Eind jaren ’80 was Ruud dikwijls in Italië te vinden. Hij speelde daar regelmatig in jazzclubs en op festivals. Met een quartet van Italiaanse musici nam hij een LP op: Double Face.

## Prijzen en onderscheidingen
In 1973 won Brink een Edison voor de LP Teach me Tonight. In 1990 werd bekend dat hem, nadat hij meerdere jaren genomineerd geweest was, naast de tweede Edison ook de Bird Award toegekend werd, samen met Stan Getz en Philip Catherine. Deze trofee zou aan hem uitgereikt worden op het North Sea Jazz Festival. Echter, 15 dagen voor de uitreiking, op 29 juni 1990, overleed hij in het Haarlemse Spaarne Ziekenhuis. De onderscheiding werd door Stan Getz uitgereikt aan zijn zoon Ruud Brink Jr.
Op 15 september 2013 werd er in de Egelantiertuin in Haarlem een bronzen beeld van Brink en Ray Kaart onthuld.
- Library of Congress Control Number: no98022490
- MusicBrainz: aff97267-97db-4e73-8fa7-d3926637a39d
- Virtual International Authority File: 46374450
- WorldCat: E39PBJfrR3D4pFr89wmPfdVBfq